# Walk Over The Crushed Skulls
Walk Over The Crushed Skulls es el segundo demo de la banda argentina de death metal Burden Rage. Fue lanzado en marzo de 2011 y solo cuenta con 300 copias.

## Lista de canciones
| Walk Over The Crushed Skulls |                                |          |  |
| N.º                          | Título                         | Duración |  |
| 1.                           | «Thy Blessed Darkness»         | 4:40     |  |
| 2.                           | «The Birth (2nd Coming Pt.1)»  | 6:19     |  |
| 3.                           | «Enough»                       | 4:54     |  |
| 4.                           | «Walk Over The Crushed Skulls» | 3:34     |  |
| 19:27                        |                                |          |  |

## Créditos
- Pablo Toirán - Guitarra y producción
- Jorge Furno - Bajo
- Gonzalo Shawn - Voces
- Ignacio Vulcano - Guitarra

- Datos: Q6166126